# Rak kory drzew ziarnkowych

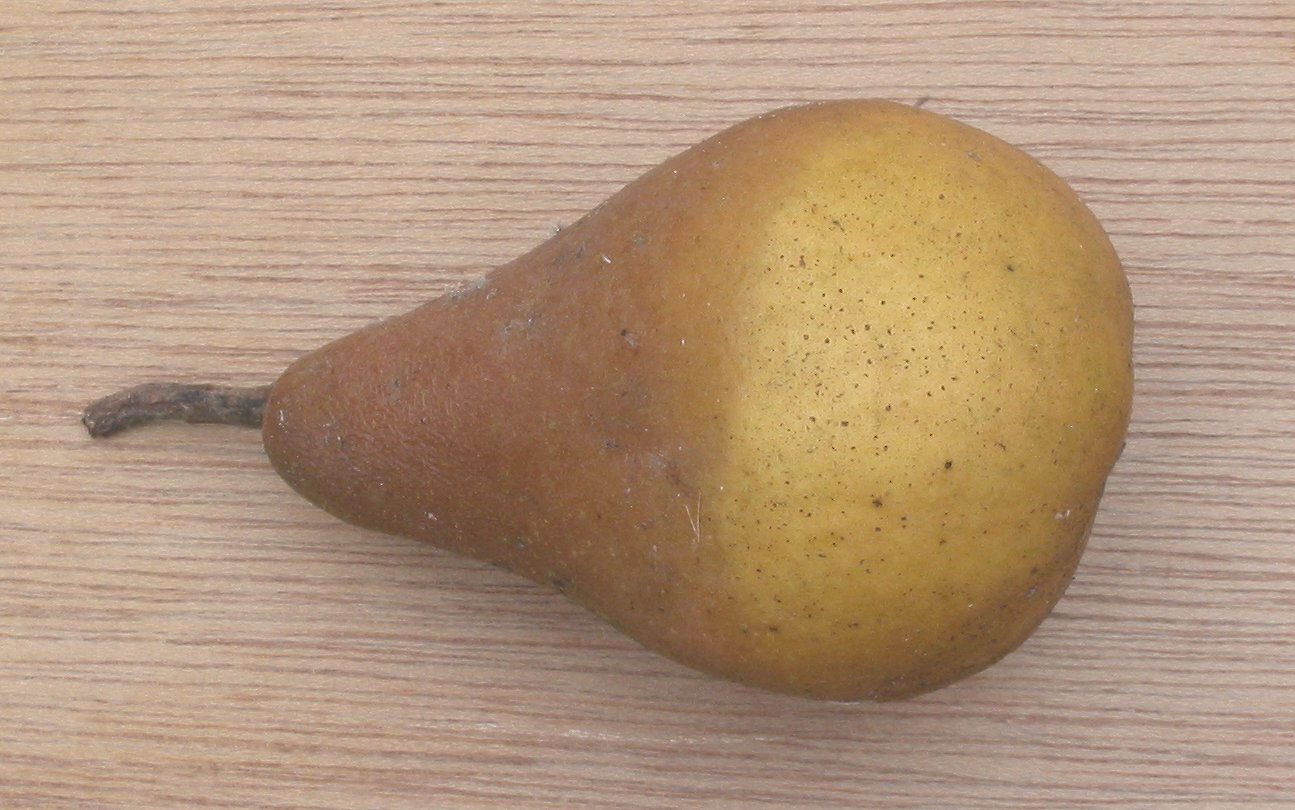
Zgnilizna gruszki

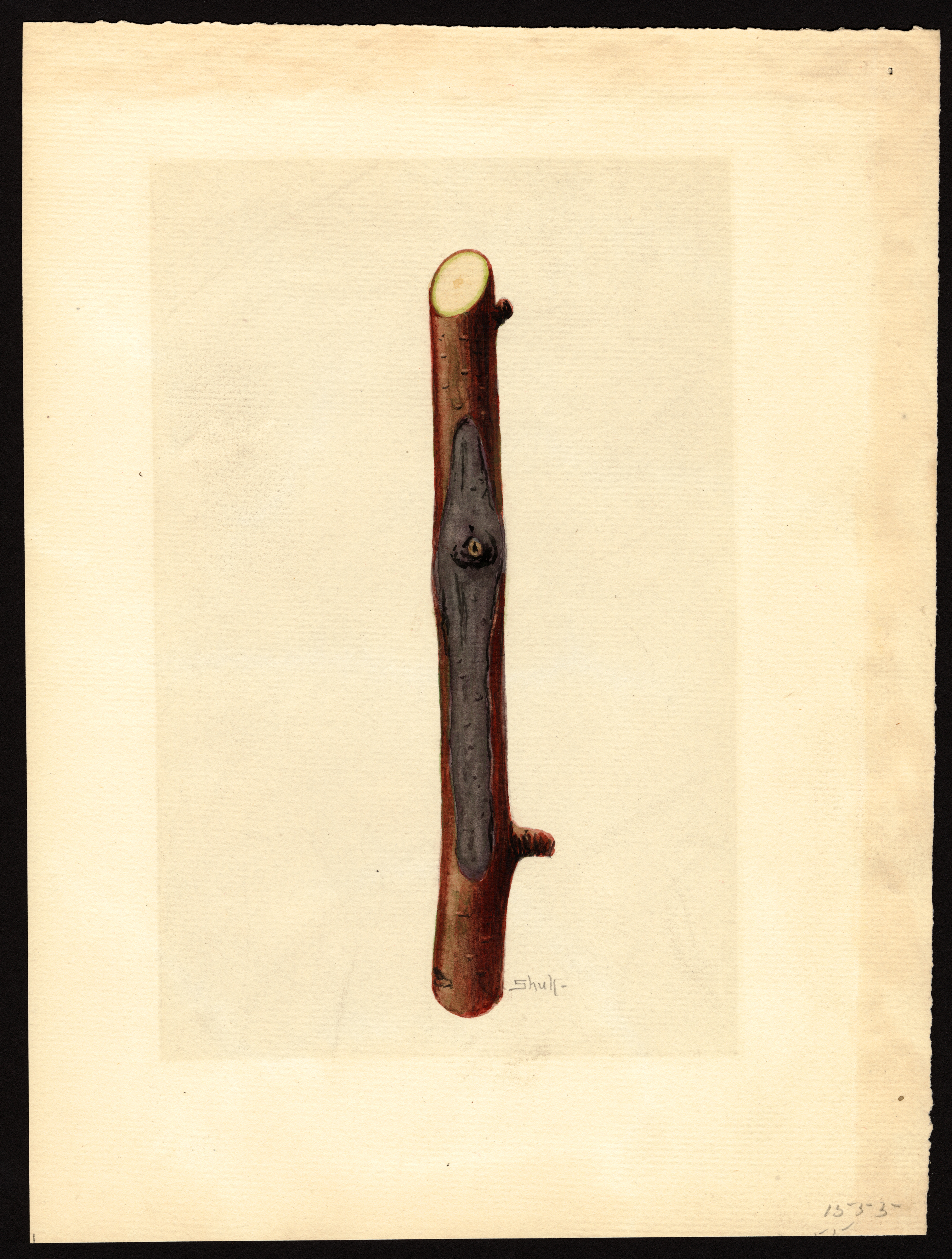
Porażony pęd jabłoni

Rak kory drzew ziarnkowych (ang. phaciodiopycnis rot of pear) – choroba drzew ziarnkowych wywołana przez Potebniamyces pyri.

## Objawy
Jest to choroba z grupy raków atakująca drzewa ziarnkowe, głównie jabłonie i grusze. Na drzewach ziarnkowych występuje ponadto rak kory drzew owocowych wywołany przez Diaporthe perniciosa.
Potebniamyces pyri poraża tylko górne warstwy kory młodych pędów, gałęzi i konarów. Powoduje jej pękanie, odstawanie od zdrowej tkanki i złuszczanie się. Wokół porażonych krótkopędów powstają zgorzele i nekrozy. Jeśli obejmą one cały obwód pędy, jego część powyżej porażenia obumiera. Na obumarłej korze tworzą się czarne grudki – są to pyknidia wytwarzające zarodniki konidialne. Patogen ten poraża również owoce, powodując zgnilizny przyszypułkowe. Badania przechowywanych gruszek, głównie ‘d’Anjou’, przeprowadzone w 2006 i 2007 roku w Kolumbii Brytyjskiej w Kanadzie wykazały, że 39% było zainfekowanych przez P. pyri. Objawy na owocach pojawiają się dopiero podczas ich przechowywania. Zbutwiały obszar jest gąbczasty. We wczesnej fazie rozwoju objawów obszar zepsuty wydaje się być wodnisty. Jego kolor zmienia się wraz z postępem choroby, staje się brązowy, a następnie czarny, ale brzeg zepsutego obszaru nadal ma wygląd wodnisty.

## Epidemiologia
Zimuje grzybnia patogenu w porażonych pędach. Rozwijają się na nich pyknidia wytwarzające zarodniki konidialne dokonujące infekcji pierwotnych. Patogen wnika do drzewa głównie przez rany po gradobiciu, cięciu drzew lub po zerwanych owocach. Szypułka i kielich owocu są bardziej podatne na infekcję grzybem w okresie zbiorów. Infekcje występują w ciepłych i wilgotnych warunkach (optymalnie 19–25 °C). Czas zwilżenia niezbędny do infekcji wynosi od 4 do 8 godzin w optymalnej temperaturze. Objawy zgnilizny na owocach pojawiają się w ciągu dwóch miesięcy od ich zebrania. Przy wysokiej wilgotności względnej grzyb na zbutwiałych owocach wytwarza puszystą grzybnię. Może ona infekować otaczające zdrowe owoce, powodując infekcje wtórne. Deszcz poprzedzający zbiór owoców zwiększa częstość występowania ich zgnilizny podczas przechowywania.
Znana jest głównie anamorfa, dawniej opisywana jako Phacidiopycnis pyri (obecnie to synonim). Teleomorfa jest rzadka.

## Ochrona
Zapobieganie rozprzestrzenianiu się choroby polega na wycinaniu porażonych gałęzi i usuwaniu z sadu obumarłych drzew. Porażone miejsca na grubszych konarach i pniach wycina się aż do zdrowej tkanki i smaruje maścią sadowniczą lub farbą emulsyjną z 2% dodatkiem fungicydu o działaniu układowym. Po cięciu drzew, gradobiciu lub defoliacji (w szkółce) należy profilaktycznie opryskiwać drzewa fungicydami zawierającymi benzymidazol, triazol lub pochodne guanidyny. Zaleca się również opryskiwanie drzew po zbiorze owoców, by zapobiec infekcji pędów przez rany powstałe przy ich zrywaniu.